# Asahi (Chiba)
Asahi (japanisch 旭市, -shi) ist eine Stadt der Präfektur Chiba im Osten von Honshū, der Hauptinsel von Japan.

## Geographie
Die Stadt liegt östlich von Tokio auf der Bōsō-Halbinsel am Pazifik.

## Geschichte
Die Stadt Asahi entstand am 1. Juli 2005 aus dem Zusammenschluss der Gemeinden Hikata (干潟町, -machi) im Landkreis Katori, Iioka (飯岡町, -machi) und Unakami (海上町, -machi) im Landkreis Kaijō. Letztgenannter Landkreis wurde daraufhin aufgelöst.

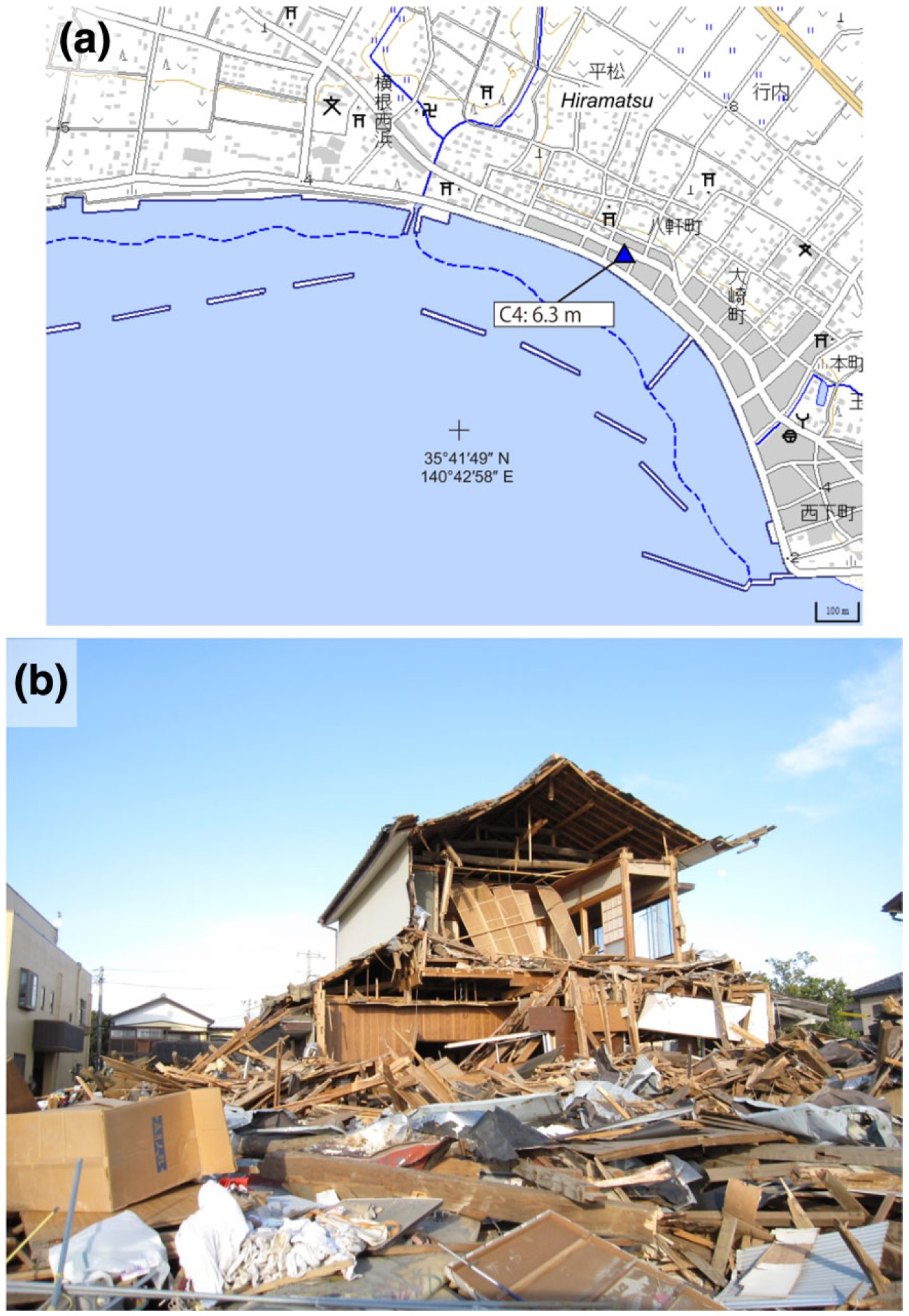
Tōhoku-Tsunami 2011 im Ortsteil Hiramatsu:
a: Überflutungs-Höhe (Dreieck)
b: beschädigtes Haus

Am 11. März 2011 wurde die Stadt vom Tōhoku-Erdbeben und dem darauffolgenden Tsunami getroffen. Der Tsunami erreichte in Asahi lokal große Höhen. Wohngebiete an der Pazifikküste nahmen in Asahi schwere Schäden und 14 Menschen wurden getötet, 2 weitere blieben vermisst. 318 Wohngebäude in Asahi wurden völlig und 847 weitere teilweise zerstört. Im Ortsteil Hiramatsu (平松), der dicht mit Gebäude bebaut war, zeigten Wasserspuren eine Überflutungshöhe von 6,3 m an. Im Ortsteil Ashikawa (足川) wurde eine Überflutungshöhe von 5,1 m und eine Auflaufhöhe von 7,9 m gemessen.
In der Stadt befindet sich das Museum „Ōhara Yūgaku kinenkan“ (大原幽学記念館), das dem Pädagogen Ōhara Yūgaku (1797–1858) gewidmet ist.

## Verkehr
- Straße:
  - Nationalstraße 126
- Zug:
  - JR Sōbu-Hauptlinie

## Angrenzende Städte und Gemeinden
- Katori
- Choshi
- Sōsa
- Tōnoshō

## Städtepartnerschaften
- Chino, Japan
- Nakagusuku, Japan
- Ühlingen-Birkendorf, Baden-Württemberg, Deutschland[5]

## Söhne und Töchter der Stadt
- Mogi Keizaburō (1899–1993), Unternehmer
- Shōya Tomizawa (1990–2010), Motorradrennfahrer